# アニメビジョン
『アニメビジョン』（Anime Vision）は、日本ビクター株式会社から発売されていたビデオマガジン。当時ビクターが普及に力を入れていたVHDを媒体として供給された。

## 概要
1986年より刊行開始。VHDのみでのリリース。
姉妹誌として、本誌を30分程度に抜粋したVHSソフト「アニメビジョンスペシャル」が大陸書房から発売された。

## 主なコーナー

### オリジナル連載アニメ
複数号に渡って「連載」されたオリジナルアニメーション。
『コスモス・ピンクショック』と『戦国奇譚妖刀伝』（「破獄の章」、「鬼哭の章」、「炎情の章」の全3章からなる）の2作がある。
作品は後に纏められ、「アニメビジョン・コミックス」としてVHDとVHSでソフト化された。

### 三ツ矢雄二のハローサンキュー
三ツ矢雄二とゲストの声優による対談を収録。

### キャラクターボイス
声優のインタビュー映像。

### アニメクリエイターズ
毎回一人のアニメーターを取り上げ、原画を撮影した映像や本人へのインタビューなどを収録した。

### コレクション・コレクション
話題のアニメーターが手掛けた短編フィルムを紹介するコーナー。摩砂雪が手掛けた『サンダーキャッツ』のオープニング、ゲームソフト『夢幻戦士ヴァリス』のプロモーション用に庵野秀明が監督して製作されたアニメ（庵野の初監督作品）、出崎統が手掛けた『バイオニックシックス』パイロットフィルムなど、当時においてもソフト化の可能性が低いマニアックなものが取り上げられた。

### アニメ考古学 漫画活動大写真
アニメ黎明時代である戦前期の短編フィルムを収録。

### アニメ仲間大集合
自主制作アニメを募集して紹介。エントリー作品にはアニメ博士「ドクトル・ポチ」によるコメントが付いた。

### データバンク
声優やアニメーターのプロフィール、ビデオソフトの発売日、価格などの情報データを収録。本編中に表示されるチャプター番号を入力することにより即座にデータを表示することができた。

## 刊行リスト

### vol.1（1986年1月・創刊号）
品番：VAP49220、定価4900円。
- アニメ最前線
  - アリオン
  - メガゾーン23 PART II
- 三ツ矢雄二のハローサンキュー
  - 小山茉美の巻
- アニメビジョンレーダー
  - 戦え!!イクサー1
  - ラブ・ポジション ハレー伝説
- アニメ情報センター
  - スターチャイルド
  - ビクターanime情報局
  - ウインダリア
- アニメ仲間大集合
  - 或る夏の日に
  - PHASE 1
- エキストラコーナー
  - 投稿イラスト99
- オリジナル連載アニメ
  - コスモス・ピンクショック（作品紹介）
- インフォメーション
  - 応募要領各種
- アニメビジョンプレイランド
  - YES・NOクイズ あんたはコレよ！
- データバンク

### vol.2（1986年3月号）
- アニメ最前線
  - コスモス・ピンクショック
- アニメビジョンレーダー
  - ウィンダリア
  - 県立地球防衛軍 制作レポート
  - 憶病なヴィーナス
  - アリオン
  - COOL COOL BYE
  - メガゾーン23 PARTⅡ
- 三ツ矢雄二のハローサンキュー
  - 冨永みーなの巻
- アニメ情報センター
  - エモーション
    - 魔法の天使クリィミーマミ「カーテンコール」

  - スターチャイルド
  - ビクターanime情報局
- アニメ仲間大集合
  - 風
  - MONSTER LAND
  - ルナ色の異星人
- オリジナル連載アニメ
  - コスモス・ピンクショック（第1話）
- アクションD3ギャラリーコーナー
- エキストラコーナー
  - イラストハガキ150枚
- 三ツ矢雄二のインフォメーションコーナー
- クイズ あんたはコレよ！
- データバンク

### vol.3（1986年5月号）
- アニメ最前線
  - プロジェクトA子
  - 県立地球防衛軍
  - 天空の城ラピュタ
- アニメビジョンレーダー
  - ウィンダリア
  - 天使のたまご
  - エリア88
  - 11人いる!
  - 那由他
  - バリバリ伝説
  - タイムギャル
- 三ツ矢雄二のハローサンキュー
  - 戸田恵子の巻
- アニメ情報センター
  - フューチャーランド
  - ビクターanime情報局
  - エモーション
- アニメ仲間大集合
  - ロング ウェイ トゥ ユー
- インフォメーション
  - イラスト募集
  - アモン・サーガ
- エキストラコーナー
  - 投稿イラスト
- オリジナル連載アニメ
  - コスモス・ピンクショック（第2話）
  - コスモス・ピンクショック 主題歌：「ボーイの神話」レコーディング
- データバンク

### vol.6（1986年11月号）
- アニメ最前線 
  - 王立宇宙軍 オネアミスの翼
- オリジナル連載アニメ
  - 戦国奇譚妖刀伝 ―破獄の章―　第1話
- アニメクリエイターズ
  - 梅津泰臣
- アニメビジョンレーダー
  - 11人いる!
  - 活劇少女探偵団
  - アウトランダーズ
- 三ツ矢雄二のハローサンキュー
  - 矢尾一樹の巻
- 特別企画 アニメ考古学 漫画活動大写真
  - 漫画 かうもり
- アニメ情報センター
  - エモーション
  - スターチャイルド
  - ビクターanime情報局
- アニメ仲間大集合 
  - 忍者くん
- 小森まなみのインフォメーションコーナー
- データバンク

### vol.7（1987年1月・創刊1周年記念号）
- アニメ最前線
  - ダグラム DOUGRAM vs ROUND-FACER ダグタム3-Dスペシャル・プロジェクト
- オリジナル連載アニメ
  - 戦国奇譚妖刀伝 ―破獄の章―　第2話
- アニメクリエーターズ
  - いのまたむつみ 徹底研究
- アニメビジョンレーダー
  - タッチ2 さよならの贈り物
  - バリバリ伝説 PART II 鈴鹿篇
  - 妖獣都市
  - 特撮未使用フィルム大全集
  - HELL TARGET
- 三ツ矢雄二のハローサンキュー
  - ゲスト：島田満
- アニメ考古学 漫画活動大写真
  - 泳げや泳げ
- アニメ情報センター
  - ユーメックス
  - スターチャイルド
  - ビクターanime情報局
  - エモーション
- アニメ仲間大集合
  - piano
- エキストラコーナー
  - イラスト99枚
- 小森まなみのインフォメーション
  - 妖刀伝のメイキングオブ
  - ダンクーガ獣戦機隊やってやるぜ！ライブのお知らせ
  - しりとりアニメ募集
- DATA

### vol.16（1988年11月号）
- アニメビジョンレーダー
  - 魔界都市〈新宿〉
  - トップをねらえ!
  - 風を抜け!
  - 吸血姫美夕 第二話 繰の宴
  - 機動警察パトレイバー
  - エースをねらえ！2 STAGE5-8
  - 風の又三郎
  - どんぐりと山猫
- アニメクリエイターズ
  - 富野由悠季
- キャラクターボイス
  - 荘真由美
- ?
  - LAST ARMAGEDDON
- 小森まなみのインフォメーションコーナー
  - 妖刀伝III 炎情の章 完結編
  - 火の雨がふる
  - 鉄腕アトム
- データバンク

### vol.18（1989年4月号）
品番：VHP49356、定価4900円。
- アニメビジョンレーダー
  - 機動戦士ガンダム0080 ポケットの中の戦争
  - 妖魔 上の巻 緋影魔境編
  - きまぐれオレンジロード
    - 白い恋人たち
    - ハワイアンサスペンス

  - CIPHER
  - ADVANCED SAGA 沙羅曼蛇 ゴーファーの野望
  - 華星夜曲 第一楽章 燁子、沙羅…夢一夜
  - BE-BOY KIDNAPP'N IDOL
  - 銀河英雄伝説
  - ルパン三世 シークレットファイル
  - RIDING BEAN
  - 獣神ライガー 主題歌：「怒りの獣神」弘妃由実
- アニメクリエイターズ
  - 大貫健一
- キャラクターボイス
  - 鶴ひろみ
- 小森まなみのインフォメーションコーナー
  - 神州魑魅変 巻之弐 妖魔蠢動
  - 戦国奇譚妖刀伝 ―総集編―
- データバンク

### vol.19（1989年6月号）
品番：VHP47001、定価4841円。
- アニメクリエイターズ
  - 園田健一 徹底研究
- アニメビジョンレーダー
  - ガンヘッド
  - 機動警察パトレイバー 劇場用特報
  - 神州魑魅変 巻之参 剣風魔魂
  - レイナ剣狼伝説III
  - 機動戦士ガンダム0080 ポケットの中の戦争 第3話 虹の果てには？
  - 吸血姫美夕 第四話 凍る刻
  - 銀河英雄伝説 第15話 アムリッツァ星域会戦
  - EXPLORER WOMAN RAY vol.1
- キャラクターボイス
  - 松井菜桜子
- ビクターanime情報局
  - 巨人の星
  - 怪盗ジゴマ 音楽篇
- 小森まなみのインフォメーションコーナー
  - 魔女の宅急便 記者会見
  - 劇場版妖刀伝 アフレコ風景
  - 科学忍者隊ガッチャマン
  - タイムボカン
  - ムーミン
- データバンク

### vol.20（1989年8月号）
品番：VHP47013、定価4841円。
- アニメビジョンレーダー
  - 変幻退魔夜行 カルラ舞う! ―奈良怨霊絵巻―
  - 虚無戦史MIROKU 第4巻
  - 銀河英雄伝説
  - 機動警察パトレイバー 特車隊、北へ！
  - EXPLORER WOMAN RAY vol.2
  - 神州魑魅変 巻之四 霊峰血戦
  - シティーハンター劇場版 愛と宿命のマグナム
  - 機動戦士ガンダム0080 第4巻 河を渡って、木立を抜けて
  - 極黒の翼バルキサス
  - 冥王計画ゼオライマー プロジェクトII ―疑惑―
  - 孔雀王2
- アニメクリエイターズ
  - 結城信輝
- キャラクターボイス
  - 鷹森淑乃
- ビクターanime情報局
  - トップをねらえ! Vol.3
  - 巨人の星 Vol.5
- 小森まなみのインフォメーションコーナー
  - アーシアン
  - NEMO
- データバンク

## 関連映像ソフト
- アニメビジョン・コミックス
  - コスモス・ピンクショック - VHD・VHS・Beta
  - 戦国奇譚妖刀伝
    - 第一巻「破獄の章」（1987年5月21日発売） - VHD・VHS・Beta
    - 第二巻「鬼哭の章」（1987年12月16日発売） - VHD・VHS・Beta
    - 第三巻「炎情の章」（1988年11月5日発売） - VHD・VHS・Beta
    - 第一巻「破獄の章」第二巻「鬼哭の章」第三巻「炎情の章」全3巻収録LD（1990年1月25日発売)
    - 劇場版 - VHD・LD・VHS・Beta
- アニメビジョンスペシャル
  - vol.1（創刊号）〜vol.6 - VHS